# Attila Vajda
Attila Vajda (Seghedino, 17 marzo 1983) è un canoista ungherese.
Ha vinto una medaglia di bronzo ai Giochi olimpici di Atene 2004 e ai Mondiali 2006 sempre nel C1 1000 m. Nel 2007 ai Mondiali è riuscito a conquistare l'oro.

## Palmarès
- Olimpiadi

Atene 2004: bronzo nel C1 1000 m.
Pechino 2008: oro nel C1 1000 m.
- Mondiali

2006 - Seghedino: bronzo nel C1 1000 m.
2007 - Duisburg: oro nel C1 1000 m.
2009 - Dartmouth: argento nella staffetta C1 - 4x200 m
2010 - Poznań: argento nel C1 1000 m.
2011 - Seghedino: oro nel C1 1000 m.
2013 - Duisburg: oro nel C1 1000 m, argento nel C1 5000 m.
- Campionati europei di canoa/kayak sprint

Pontevedra 2007: oro nel C1 1000m.
Brandeburgo 2009: oro nel C1 1000m e bronzo nella staffetta C1 4x200m.